# Ozodicera apicalis
Ozodicera apicalis är en tvåvingeart som beskrevs av Pierre Justin Marie Macquart 1838.
Ozodicera apicalis ingår i släktet Ozodicera och familjen storharkrankar. Inga underarter finns listade i Catalogue of Life.